# Paulstern
Paulstern war ein im heutigen Berliner Ortsteil Siemensstadt, ursprünglich im Landkreis Osthavelland gelegenes Etablissement. Der Ort ging auf einen am mittelalterlichen Nonnendamm gelegenen Gasthof zurück.

## Lage und Geschichte

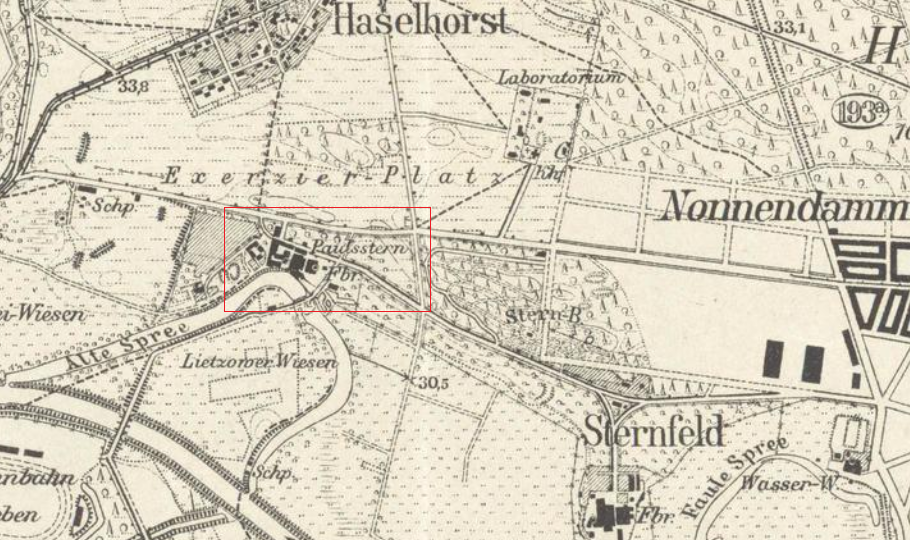
Paulstern (rot umrahmt), Ausschnitt Messtischblatt von 1901

Paulstern lag rund zwei Kilometer östlich der Spandauer Altstadt, nördlich der heutigen Alten Spree, die den ursprünglichen Verlauf der Spree darstellt und heute nur noch als Altarm vorhanden ist. Der östliche Teil dieses Altarms wurde während des Baus des Heizkraftwerks Reuter zugeschüttet. Der Ort lag südwestlich der heutigen Kreuzung Paulsternstraße/Nonnendammallee und ist heute mit Gewerbe- und Industriebauten überbaut.
Bereits im 18. Jahrhundert befand sich an dieser Stelle ein am Nonnendamm gelegener Gasthof, der den Namen Zum Goldenen Stern oder der Güldene Stern trug. Im Schmettauschen Kartenwerk, das zwischen 1767 und 1787 angelegt wurde, ist die Bezeichnung Goldener Stern vermerkt. Vermutlich in den 1840er-Jahren erwarb der Ziegeleibesitzer Ernst Schulze das Gebiet und errichtete dort eine Sägemühle und ein Gipswerk. Mit Wirkung vom 18. März 1848 erhielt der Ort die amtliche Bezeichnung Paulstern und gehörte dem Gutsbezirk Haselhorst an. Am 2. Juli 1874 erfolgte wiederum die Gründung eines neuen Gutsbezirks, der insgesamt 38,3 Hektar zwischen Paulstern und der sogenannten Faulen Spree, einem weiteren Altarm der Spree, umfasste und den Namen Sternfeld erhielt. Dies schloss die Ansiedlungen Paulstern und Otternbucht mit ein. Das Gebiet wurde von der Central-Bank für Bauten zu Berlin angekauft, die die Parzellierung und Anlage einer Landhaussiedlung plante.
Der Name Paulstern ist als Ortsbezeichnung nicht mehr gebräuchlich. Gleichwohl hat sich der Name Paulsternstraße als Name einer rund 650 Meter langen Straße sowie des U-Bahnhofs Paulsternstraße, der sich an der Kreuzung Paulsternstraße/Nonnendammallee befindet, erhalten.